# Češki hokejski hram slavnih
Češki hokejski hram slavnih, ki je bil ustanovljen leta 2004 v Pragi, vsebuje najboljše češke hokejiste, trenerje, sodnike in funkcionarje.

## Člani

### 1908 – 1945
- Josef Maleček
- Jan Peka
- Ladislav Troják
- Josef Šroubek
- Jiří Tožička (trener)

### 1946 – 1969
- Augustin Bubník
- Vlastimil Bubník
- Josef Černý
- Stanislav Konopásek
- Bohumil Modrý
- Václav Roziňák
- Vladimír Zábrodský
- Vladimír Bouzek (trener)
- Karel Gut (hokejist, trener)
- Miroslav Šubrt (funkcionar)
- Mike Buckna (trener)

### 1970 – 1992
- Jiří Holeček
- Jiří Holík
- Oldřich Machač
- Vladimír Martinec
- Václav Nedomanský
- Milan Nový
- František Pospíšil
- Vladimír Růžička
- Jan Suchý
- Vladimír Kostka (trener, funkcionar)
- Jaroslav Pitner (trener)
- Zdeněk Andršt (funkcionar)

### 1993 – 2009
- Jiří Dopita
- Dominik Hašek
- Jaromír Jágr
- František Kaberle
- Pavel Patera
- Martin Procházka
- Robert Reichel
- Martin Straka
- David Výborný
- Ivan Hlinka (hokejist, trener)
- Josef Augusta (hokejist, trener)
- Stanislav Neveselý (trener)
- Luděk Bukač (trener)
- Jaroslav Holík
- Jaroslav Pouzar
- Vladimír Kobranov
- František Vaněk
- Rudolf Baťa (sodnik)

### 2010
- Stanislav Bacílek
- Jiří Bubla
- Jaromír Citta (funkcionar)
- František Černík
- Bronislav Danda
- Jaroslav Drobný
- Miroslav Dvořák
- Vladimír Dzurilla
- Bohuslav Ebermann
- Richard Farda
- Jozef Golonka
- Josef Gruss
- Josef Horešovský
- Ladislav Horský (trener)
- Miloslav Hořava
- Jiří Hrdina
- Karel Hromádka
- Milan Chalupa
- Miloslav Charouzd
- Jaroslav Jirkovský
- Jaroslav Jiřík
- František Kaberle starejši
- Milan Kajkl
- Jan Kasper
- Jan Klapáč
- Jiří Kochta
- Jiří Králík
- Oldřich Kučera
- Jiří Lála
- Josef Laufer (funkcionar)
- Vincent Lukáč
- Josef Mikoláš
- Vladimír Nadrchal
- Eduard Novák
- Jiří Novák
- František Pácalt
- Jan Palouš
- Václav Pantůček
- Miloslav Pokorný
- Rudolf Potsch
- Emil Procházka (funkcionar)
- Jaroslav Pušbauer
- Pavel Richter
- Jaroslav Řezáč (funkcionar)
- Ján Starší
- Karel Stibor
- Jiří Šejba
- Bohuslav Šťastný
- Marián Šťastný
- Peter Šťastný
- Vilibald Šťovík
- František Tikal
- Josef Trousílek
- Otakar Vindyš
- Miroslav Vlach

### 2011
- Miroslav Kluc
- Vlastimil Sýkora (trener)
- Jan Marek
- Karel Rachůnek
- Josef Vašíček

### 2012
- František Kučera
- Antonín Stavjaňa
- František Vacovský
- Pavel Wohl (trener)

### 2013
- Bohumil Prošek
- Arnold Kadlec
- Bedřich Ščerban
- Josef Dovalil (sodnik)

### 2014
- Jan Havel
- František Ševčík
- Ladislav Šmíd starejši
- Luděk Brábník (trener, komentator)

### 2015
- Jan Hrbatý
- Jiří Kučera
- Robert Lang
- Pavel Křížek (fizioterapevt)

### 2016
- Quido Adamec (sodnik)
- Vladimír Bednář
- Josef Paleček
- Jaroslav Špaček

### 2017
- Jaroslav Benák
- Luděk Čajka
- Stanislav Prýl
- Otto Trefný (zdravnik)

### 22.1.2019
- Roman Hamrlík
- Martin Ručinský
- Oldřich Válek
- Zdeněk Uher (trener)

### 12.12.2019
- Milan Hejduk
- Jiří Šlégr
- Radoslav Svoboda
- Miroslav Martínek (maser)